# چیکانو راک
چیکانو راک زیر سبکی از موسیقی راک است که پس از موفقیت‌های نخستین راک لاتین در دهه ۱۹۶۰، توسط نوازندگان چیکانو راک مانند کارلوس سانتانا و آل هوریکان در طول دهه ۱۹۷۰ به موفقیت‌های خود ادامه دادند. سانتانا در نیمه نخست دهه ۱۹۷۰ ترانه پرفروش «زن جادویی سیاه» که در جنگ آبراکساس خود بود را منتشر کرد. سومین آلبوم او سانتانا ۳ و ترانه «کسی نیست تا بهش تکیه کنم» نیز توانست موفق باشد اما چهارمین جنگ او کاروانسرا در زمان پخش موفقیت‌های قبلی را به دست نیاورد. او در ادامه چهار جنگ دگر پخش کرد که به فروش بیشتری رسیدند: خوش آمدید، بوربولتا، آمیگوس و جشنواره.
آل هوریکن به ترکیب موسیقی راک با موسیقی مکزیکی ادامه داد. اگرچه او همچنین موسیقی جاز را نیز وارد آهنگسازی خود می‌کرد که منجر به چندین ترانه پرفروش به خصوص در جنگ لباس‌های خیس خود شد. برادرانش نیز ترانه‌های موفقی در سبک چیکانو راک داشتند. پسر او آل هوریکتن جونیور همچنین در دهه ۱۹۷۰ با ترانه «گلی در بوستان» به فروشی خوبی در این سبک‌ دست پیدا کرد. گروه لس لوبوس در این زمان با اولین جنگ خود گروهی دگر از لس آنجلس (۱۹۷۷) به محبوبیت رسید.

## کتابشناسی
- Loza, Steven Joseph (1993). Barrio Rhythm: Mexican American music in Los Angeles. Urbana: University of Illinois Press. ISBN 0-252-06288-4.
- Monsalvo, C. Sergio (1989). La canción del inmigrante: de Aztlán a Los Lobos (به اسپانیایی). México, D.F.: Tinta Negra. ISBN 968-6336-01-X.
- Reyes, David; Waldman, Tom (1998). Land of a Thousand Dances: Chicano rock 'n' roll from Southern California. Albuquerque: University of New Mexico Press. ISBN 0-8263-1929-7.